# Phoney Photos
Phoney Photos er en amerikansk stumfilm fra 1918 af Edwin Frazee.

## Medvirkende
- Stan Laurel
- Walter Belasco
- Neal Burns
- Rena Rogers
- Lydia Yeamans Titus